# Gieorgij Babakin
Gieorgij Nikołajewicz Babakin (ros. Георгий Николаевич Бабакин, ur. 31 października?/13 listopada 1914 w Moskwie, zm. 3 sierpnia 1971 tamże) – radziecki konstruktor techniki rakietowej i kosmicznej, główny konstruktor w biurze konstrukcyjnym Ławoczkina w latach 1965–1971. Kierował pracami nad sondami księżycowymi (program Łuna) i międzyplanetarnymi na Wenus i Marsa.

## Życiorys
W 1929 skończył szkołę w Moskwie, pracował jako monter i technik w moskiewskiej sieci telefonicznej i moskiewskiego parku kultury, 1936–1937 odbywał służbę w Armii Czerwonej. Następnie studiował w Zaocznym Instytucie Łączności, po czym został laborantem w laboratorium automatyki Akademii Gospodarki Komunalnej, 1943–1949 pracował nad systemami radiolokacyjnymi w Instytucie Automatyki, później w Instytucie Naukowo-Badawczym-88. W 1957 ukończył Wszechzwiązkowy Zaoczny Elektrotechniczny Instytut Łączności, w 1960 został zastępcą głównego konstruktora w biurze konstrukcyjnym Ławoczkina, a w marcu 1965 głównym konstruktorem tego biura. 9 listopada 1970 został odznaczony Złotym Medalem „Sierp i Młot” Bohatera Pracy Socjalistycznej i Orderem Lenina. Ponadto był odznaczony Orderem Czerwonego Sztandaru Pracy (20 kwietnia 1956).
Jego nazwiskiem zostały nazwane krater na Księżycu i krater na Marsie, a także ulica w Chimkach.